# Lo Barnechea
Lo Barnechea é uma das 32 comunas que compõem a cidade de Santiago, capital do Chile.
A comuna limita-se: a norte com Calle Larga (província de Los Andes, Região de Valparaíso); a leste com San José de Maipo; a sul com Las Condes e Vitacura; a oeste com Colina e Huechuraba.